# 根特议和

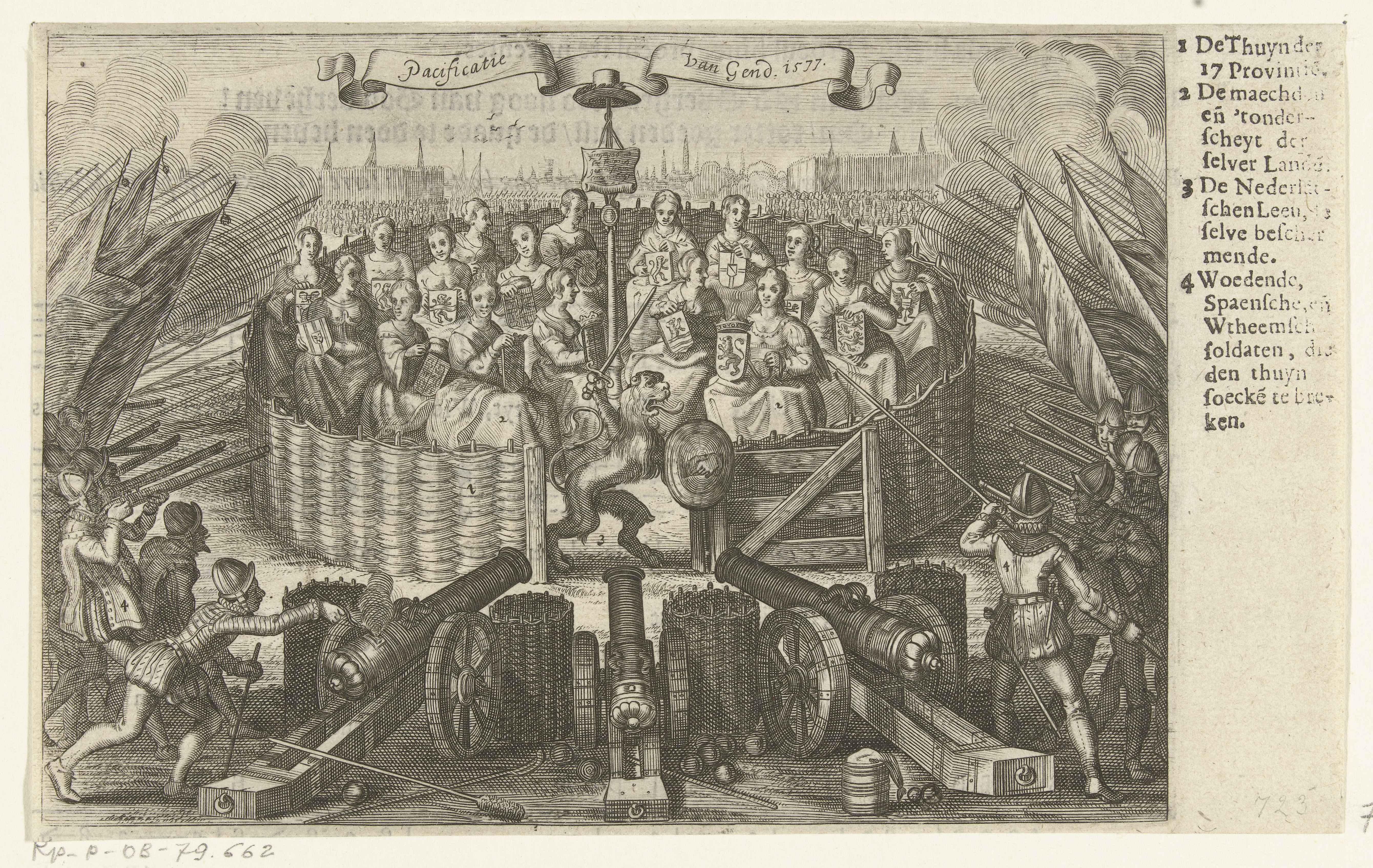
一张根特和解的托寓，图中描绘的是莱顿围城战

《根特议和法案》（荷兰语：Pacificatie van Gent；英语：Pacification of Ghent）是1576年11月8日由尼德兰十七省代表在根特（今属比利时）签署的一项历史性协议。该法案旨在联合尼德兰南北各省份，暂时搁置宗教分歧，共同对抗西班牙哈布斯堡王朝的统治，是八十年战争中的关键转折点。

## 背景

### 西班牙统治与反抗
自1555年起，尼德兰（包括今荷兰、比利时等地）处于西班牙国王腓力二世的统治下。宗教压迫（尤其是对加尔文主义的镇压）、高额税收和中央集权政策引发广泛不满。1568年，奥兰治亲王威廉（William of Orange）领导北部新教省份发动起义，开启八十年战争。但南北省份因宗教矛盾（北部新教、南部天主教）长期对立。

### 直接导火索
1576年，腓力二世因财政破产拖欠驻尼德兰西班牙军队军饷，导致士兵哗变，劫掠南部城市安特卫普（史称“西班牙暴动”）。此举激怒南部天主教省份，迫使其与北部新教势力联合。

## 主要内容
1. 尼德兰各省同意联合驱逐西班牙驻军，恢复各省传统自治权。
2. 暂时搁置宗教争议，允许北部省份保留新教信仰，南部维持天主教；禁止因宗教原因迫害公民。
3. 成立联合议会（States General），协调各省对外政策和军事行动。
4. 确认威廉为荷兰、泽兰等省的合法统治者，并争取其他省份支持。

## 影响与后续

### 短期效果
法案暂时弥合了南北分歧，促成1577年西班牙军队撤出尼德兰大部地区。西班牙总督唐·胡安（Don Juan of Austria）被迫签署《永久敕令》（1577年），承认尼德兰自治权。

### 破裂与分裂
南部天主教省份担忧新教势力扩张，于1579年成立阿拉斯同盟（Union of Arras），重新效忠西班牙。作为回应，北部七省于1579年成立乌得勒支同盟（Union of Utrecht），奠定尼德兰联省共和国的基础。

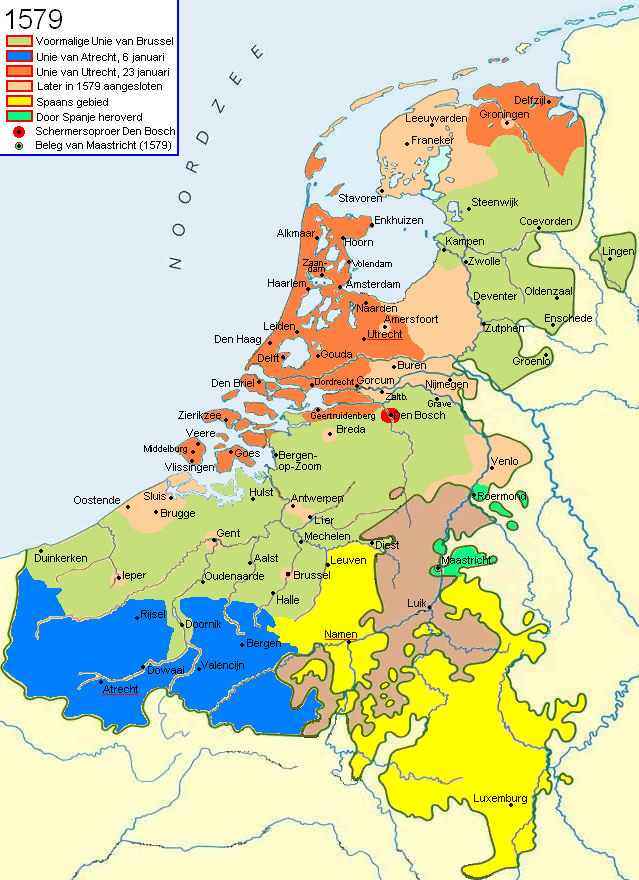
1579年的尼德兰局势，北部是乌德勒支同盟，南部是阿拉斯同盟

## 遗产
荷兰共和国于1581年通过《断绝法案》（Act of Abjuration）正式脱离西班牙，而《根特议和法案》被视为这一进程的重要铺垫。